# یواس‌اس کارنی (دی‌دی-۴۳۲)
یواس‌اس کارنی (دی‌دی-۴۳۲) (به انگلیسی: USS Kearny (DD-432)) یک کشتی بود که طول آن ۳۴۸ فوت ۳ اینچ (۱۰۶٫۱۵ متر) بود. این کشتی در سال ۱۹۴۰ ساخته شد.